# Division di Honor 2020-2021 (Aruba)
La Division di Honor 2020-2021 è 59º campionato professionistico arubano maschile di calcio.

## Squadre
| Squadra            | Città       | Stadio                           |
| ------------------ | ----------- | -------------------------------- |
| Britannia          | Piedra Plat | Piedra Plat Entertainment Center |
| Bubali             | Noord       | Veld Sports Complex              |
| Caravel            | Angochi     | Angochi Stadium                  |
| Dakota             | Oranjestad  | Trinidad Stadium                 |
| Deportivo Nacional | Palm Beach  | Trinidad Stadium                 |
| Estrella           | Oranjestad  | Trinidad Stadium                 |
| La Fama            | Savaneta    | Savaneta Turf Field              |
| Racing Club Aruba  | Oranjestad  | Trinidad Stadium                 |

## Classifica
|  | Pos. | Squadra               | Pt | G | V | N | P | GF | GS | DR  |
|  | ---- | --------------------- | -- | - | - | - | - | -- | -- | --- |
|  | 1.   | RCA                   | 17 | 7 | 5 | 2 | 0 | 15 | 3  | +12 |
|  | 2.   | Deportivo Nacional    | 12 | 7 | 3 | 3 | 1 | 13 | 6  | +7  |
|  | 3.   | Dakota                | 12 | 7 | 3 | 3 | 1 | 15 | 10 | +5  |
|  | 4.   | La Fama               | 12 | 7 | 3 | 3 | 1 | 11 | 8  | +3  |
|  | 5.   | Britannia             | 8  | 7 | 2 | 2 | 3 | 12 | 11 | +1  |
|  | 6.   | Estrella              | 6  | 7 | 1 | 3 | 3 | 12 | 20 | -8  |
|  | 7.   | Independiente Caravel | 4  | 7 | 1 | 1 | 5 | 8  | 17 | -9  |
|  | 8.   | Bubali                | 3  | 7 | 0 | 3 | 4 | 7  | 18 | -11 |

Legenda:

      Qualificata alla fase "Calle 4"

      Retrocessa in Division Uno

Note:
Tre punti a vittoria, uno a pareggio, zero a sconfitta.

## Calle 4
|                  | Pos. | Squadra | Pt | G | V | N | P | GF | GS | DR |
| ---------------- | ---- | ------- | -- | - | - | - | - | -- | -- | -- |
| Aruba (bandiera) | 1.   | -       | 0  | 0 | 0 | 0 | 0 | 0  | 0  | 0  |
|                  | 2.   | -       | 0  | 0 | 0 | 0 | 0 | 0  | 0  | 0  |
|                  | 3.   | -       | 0  | 0 | 0 | 0 | 0 | 0  | 0  | 0  |
|                  | 4.   | -       | 0  | 0 | 0 | 0 | 0 | 0  | 0  | 0  |

Legenda:

      Campione della Division di Honor 2020-2021